# Emmerich Alois Hruška
Emmerich Alois Hruška (2. února 1895 Smíchov – 11. května 1957 Libochovice) byl český spisovatel, editor a malíř.

## Život
Emmerich Alois Hruška se narodil v rodině železničního úředníka na Smíchově. Po studiu reálky byl zaměstnán jako poštovní adjunkt, později jako poštovní úředník v Praze. Roku 1928 odešel do výslužby. Kromě svého zaměstnání již za první světové války hrál v divadle Rokoko, tehdy kabaretu, než roku 1917 narukoval. Simuloval však šílenství, a proto byl zavřen do ústavu choromyslných. 
Byl za svého života malířem divadelních kulis, spisovatelem, redaktorem, dramatikem, vydavatelem bibliofilií, kabaretním hercem ale i dramaturgem v Kladně a v Praze. Ve 20. letech opět spolupracoval s Divadlem Rokoko (kolem roku 1930 se tam vrátil ke spolupráci s Ferencem Futuristou) ve Švandově divadle na Smíchově (1925) a navrhl výpravu pro divadlo v Nuslích (1924). V letech 1928-1929 byl šéfem výpravy Městského divadla v Kladně, uplatňoval se v loutkovém a maňáskovém divadle jako literát i výtvarník. V letech 1925/21926 redigoval časopis Kuriósní revue.  Ve 30. letech působil v kulturní rubrice Poledního listu, ve 40. letech byl dramaturgem Divadla Járy Kohouta. Též překládal z němčiny. Do výtvarného umění byl uveden Josefem Váchalem, redigoval a vydával pak pravidelně bibliofilské tisky. Některá svá díla vydal pod pseudonymy Notus Ignotus, Henri Poire nebo Viktor H. Ražek. Kritika o Hruškově rozsáhlém a rozmanitém díle (v němž se často objevují erotické motivy) tvrdí, že nevyniká stylem, zato však kuriózností a groteskností.
Zemřel v roce 1957 na zdravotní dovolené v Libochovicích. Pohřben byl na Olšanských hřbitovech.

## Dílo
- Mrťafa cvičí psa; Pan Mrťafa malířem, in: časopis Loutkář 1931/1932

## Výběr z knih
- Zpívající hetéry, Praha 1914

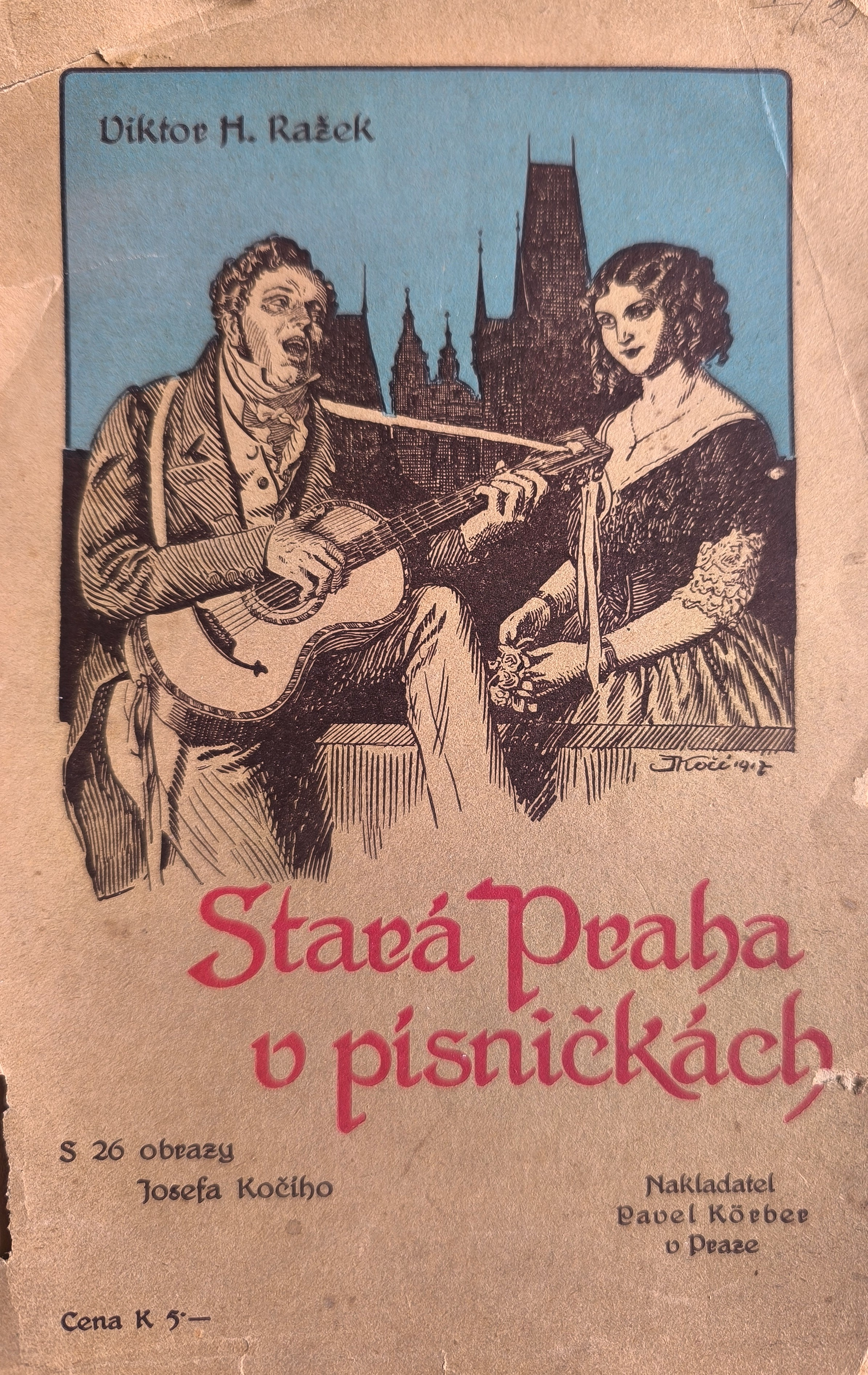
Viktor H. Ražek: Stará Praha v písničkách, Pavel Körber Praha 1917, obálka Josef Kočí

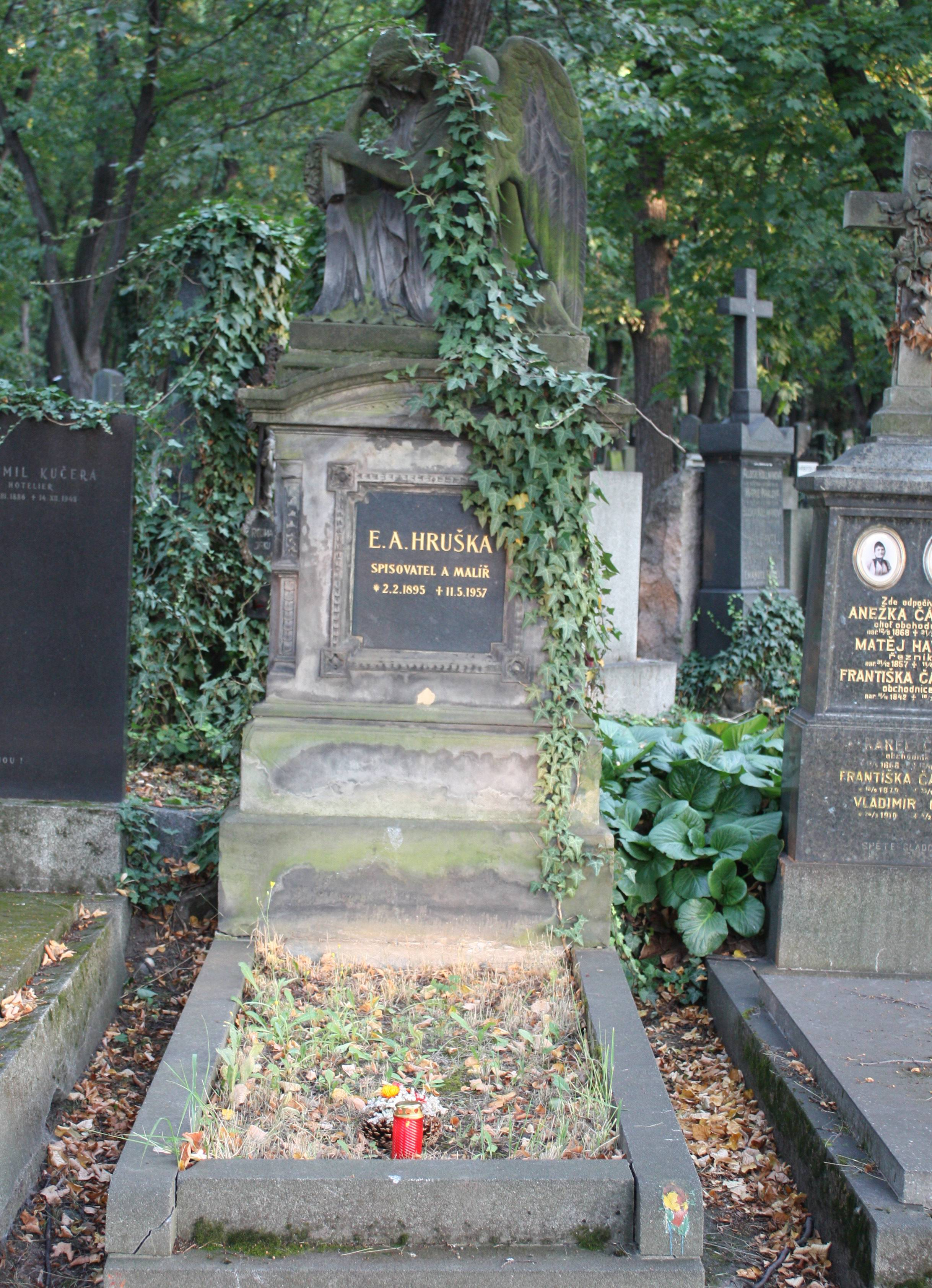
Hrob Emmericha Aloise Hrušky na pražských Olšanech

- Stará Praha v písničkách. Sborník staropražských písniček Karla Hašlera a dalších autorů bez uvedení jejich jmen. S 26 ilustracemi Josefa Kočího(dřevoryty). Vydal Pavel Körber, Praha 1917
- Černožluté elegie (1919)
- Cynikův brevíř (1919)
- Manželské štěstí (1919)
- Román kurtizány. (1920)
- U bílého páva (1920)
- Tanec pohlaví (1921)
- Květy záchdu (sebrané nápisy, uspořádal a vydal 1921)
- Pošklebky satyrovy (1921)
- Obludárium (1924)
- Balada o Černé Mary, Mary Coudenhové (1925)
- Zahrada hříchů (1927)
- Smyslnost v umění výtvarném (1931) pseudonym  Henry Poire
- Družstvo dobrého děvčete (1931)
- Veselá filosofie pro bibliofily, aneb Útěk před pošetilostí, čili Zpověď knihomila (1935)
- Poučná píseň o životě dr. Františka Páty (1935), šifra autora E.A.H.
- Sanatorium pro sebevrahy (1939)
- Za milión dobrá (Valy dělá maturitu) (1940)
- Romantické Olšany (1940)
- Balada o katu (1945)
- Dr. Nieuwe zasahuje. (Nakladatelství Mladých 1946)
- Pohled na odchodu. (1947)